# Усов, Владимир Николаевич
Владимир Николаевич Усов (29 июля 1931, Петровск-Забайкальский, Восточно-Сибирский край — 29 декабря 2005) — директор шахты № 5-7 комбината «Кузбассуголь», Герой Социалистического Труда (1971).

## Биография
В 1953 году окончил Дальневосточный политехнический институт им. В. В. Куйбышева по специальности «горный инженер». По распределению в 1953 году прибыл в Анжеро-Судженск на шахту № 5-7 («Судженская»), где работал помощником начальника участка вентиляции, начальником, районным инженером, заместителем главного инженера, с 1961 года — директором шахты. Коллектив этого предприятия напрямую работал с металлургами г. Череповца. В то время на заводе «Северсталь» была пущена в эксплуатацию мощная доменная печь, которой был необходим высококачественный кокс.
На шахте № 5-7 добывался уголь марки ОС, но его необходимо было обогащать. При шахте в авральном режиме была построена и задействована обогатительная фабрика. Так был решён важный вопрос для экономики компании и Кузбасса в целом. Ещё одной страницей в яркой трудовой биографии В. Н. Усова на шахте 5-7 стало сооружение башенного копра высотой 80 метров и грузоподъёмностью 17 тонн. По тем временам это была очень производительная подъёмная машина, аналоги которой по сей день можно увидеть только на предприятиях Таштагольского рудоуправления. Золотая Звезда Героя Владимиру Николаевичу была вручена в 1971 году именно за организацию высокопроизводительной, поистине героической работы на этой шахте.
С 1975 по 1997 год В. Н. Усов работал заместителем технического директора производственного объединения «Северокузбассуголь», где также зарекомендовал себя профессионалом высшего уровня, талантливым руководителем. С 1999 года — технический советник, главный технолог, заместитель технического директора ООО «Ровер».
Депутат Кемеровского областного Совета депутатов трудящихся XIII созыва. Умер 29 декабря 2005 года.

## Награды
- Герой Социалистического Труда (1971)
- Полный кавалер знака «Шахтёрская слава»